# Tyrkiets regering
Tyrkiets regering (tyrkisk: Bakanlar Kurulu) består af ministre, der leder de tyrkiske ministerier. Ministrene udpeges af tyrkiets præsident, indtil 2018 efter indstilling fra premierministeren. Ministrene har den udøvende magt og er ansvarlige for regeringen af landet.
Den nuværende regering tiltrådte den 5. juli 2011 og er nr. 61 i rækken. Regeringen ledes af premierminister Recep Tayyip Erdoğan.
| Politik | Spire Denne artikel om politik og ideologi er en spire som bør udbygges. Du er velkommen til at hjælpe Wikipedia ved at udvide den. |